# 852
Évszázadok: 8. század – 9. század – 10. század
Évtizedek: 800-as évek – 810-es évek – 820-as évek – 830-as évek – 840-es évek – 850-es évek – 860-as évek – 870-es évek – 880-as évek – 890-es évek – 900-as évek
Évek: 847 – 848 – 849 – 850 –  851 – 852 – 853 – 854 – 855 – 856 – 857

## Események

### Európa
- Meghal Preszian bolgár kán. Utóda fia, I. Borisz, aki megújítja Német Lajos keleti frank királlyal a 845-ös békeszerződést, Bizánccal szemben azonban harciasnak mutatkozik.
- I. Trpimir kiadja a latin nyelvű bijaći oklevelet, amelyben magát a horvátok fejedelmének (Dux Chroatorum) nevezi. Ez a horvát népnév első ismert írásos feljegyzése.
- A dán Godfrid Haraldsson végigfosztogatja a fríz partvidéket, majd 250 hajóval felhajózik a Szajnán. Oissel szigetén felvert táborát Kopasz Károly nyugati frank király, és féltestvére, Lothár császár egész télen át blokád alatt tartja, de hajók híján nem tudják elűzni a vikingeket (akik a következő tavasszal, valószínűleg hadisarc fizetése után távoztak).
- Meghal Beorhtwulf merciai király. Utóda Burgred.
- Meghal Æthelstan kenti király (a wessexi Æthelwulf fia). Utóda öccse, Æthelberht.
- Meghal II. Abd ar-Rahman córdobai emír. Utóda fia, I. Muhammad, aki folytatja az apja által elkezdett keresztényüldözést. Kolostorokat zárnak be, papokat, szerzeteseket és apácákat végeznek ki.
- A córdobai Abbász ibn Firnász fából, selyemből és tollakból szárnyakat készít és leugrik a nagymecset minaretjéről. Bár lábait eltöri, de túléli az esést, végrehajtva ezzel a történelem első sikeres ejtőernyős ugrását.

## Születések
- I. Bořivoj, cseh fejedelem
- I. Nikolaosz, konstantinápolyi pátriárka
- Itáliai Ermengarde, Boso provencei király felesége
- Csu Ven, a kínai Kései Liang dinasztia alapítója

## Halálozások
- II. Abd ar-Rahman, córdobai emír
- Æthelstan, kenti király
- Aleran, barcelonai gróf
- Beorhtwulf, merciai király
- Harald Klak, dán király
- II. Lambert, nantes-i gróf
- Preszian, bolgár kán
- Tu Mu, kínai költő

## Fordítás
- Ez a szócikk részben vagy egészben  a(z)   852 című angol Wikipédia-szócikk ezen változatának fordításán alapul.  Az eredeti cikk szerkesztőit annak laptörténete sorolja fel. Ez a jelzés csupán a megfogalmazás eredetét és a szerzői jogokat jelzi, nem szolgál a cikkben szereplő információk forrásmegjelöléseként.